# روبرت ليندسي
روبرت ليندسي (بالإنجليزية: Robert Lindsay)‏ هو سياسي أمريكي، ولد في 1735، وتوفي في 1801.